# Kolonizace Severní Ameriky

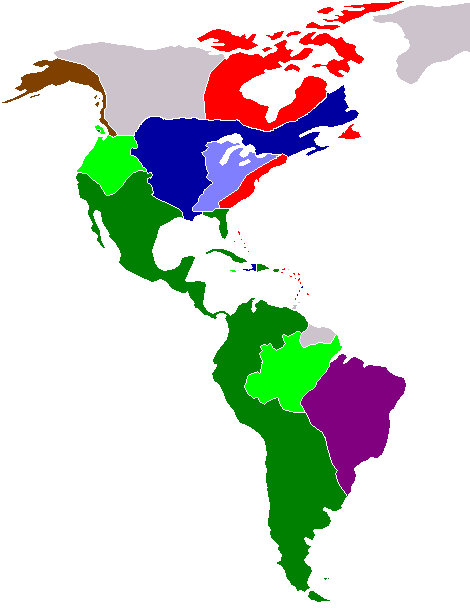
Mapa kolonizace Severní a Jižní Ameriky k roku 1750
Španělské oblasti
Oblasti nárokované Španělskem
Portugalské oblasti
Francouzské oblasti
Francouzské oblasti nárokované Británii
Britské oblasti
Ruské oblasti

Kolonizace Severní Ameriky probíhala od 16. století až do dob obsazení posledních míst patřících domorodým obyvatelům (indiánům) v 19. století. V kolonizaci Severní Ameriky se angažovali Španělé, Angličané, Francouzi, Nizozemci a v menší míře také Švédové a Rusové. Geograficky se Angličané a Francouzi soustředili především na oblasti dnešního USA a Kanady, tedy do severnějších oblastí Severní Ameriky. Ty nejsevernější oblasti dnešní Aljašky byly kolonizovány Ruskem, které Aljašku prodalo USA v roce 1868. Naopak jih dnešního USA byl celý pod kontrolou Španělska, které ovládalo celou či většinu Kalifornie, Texasu, Arizony, Nového Mexika i Floridy. Dnešní Mexiko bylo dobyto španělskými conquistadory hned na počátku 16. století jako jedna z prvních oblastí pod evropskou kontrolou na americkém kontinentě vůbec.

## Historický vývoj

### Začátky kolonizace dnešních Spojených států a Kanady

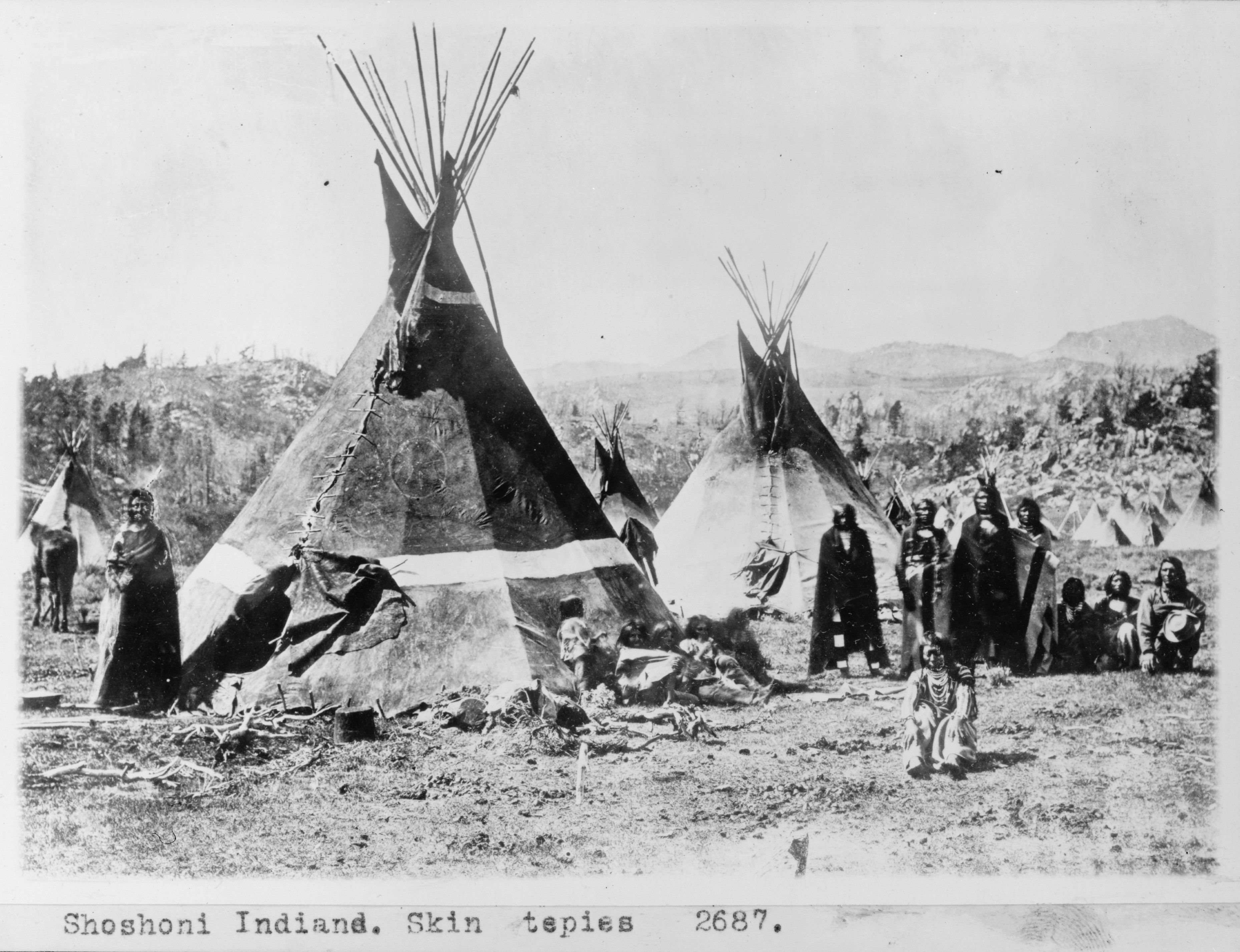
Američtí indiáni byli kolonizací Evropanů vytlačeni ze svých původních oblastí, zde vesnice Šošónů kolem roku 1900

První Evropané, kteří podnikali cesty do severnějších oblastí Severní Ameriky, byli Španělé a Francouzi. Španělé cestovali především do míst, kde se dnes nachází státy USA, jako například Nové Mexiko, Kalifornie a Texas. Naopak Francouzi prozkoumávali spíše sever Ameriky, kterému dali název Kanada.
Tordesillaská smlouva přisoudila všechny dosud neobjevené země Španělům a Portugalcům, což se nelíbilo francouzskému králi Františku I. Ten prohlásil, že monopolní postavení svých sousedů nebude již nadále respektovat a bez ohledu na smlouvu pověřil roku 1523 velmi zkušeného italského mořeplavce Giovanniho da Verrazano nalezením legendárního průjezdu do Číny přes Severní Ameriku. Verrazano proplul okolo pobřeží dnešní Severní Karolíny a Nové Anglie k Novému Foundlandu a pak zpět do Francie. Výprava nepřinesla žádné informace o zmíněném průplavu, přesto krále velmi potěšila, nyní si mohl činit nároky na tato území pojmenované Nová Francie.
Války v Evropě Františkovi znemožnily další výpravy, dokud roku 1533 neobdržel dopis od Jacquese Cartiera. Cartier byl rybářem v severním Atlantiku a posledních několik let trávil přepadáním španělských lodí, králi se nabídl jako vůdce nové výpravy pátrající po průjezdu do Číny. František neváhal a roku 1534 poskytl Cartierovi dvě menší lodě.
Cartier plul nejprve k Novému Foundlandu a poté do zálivu řeky sv. Vavřince, kde zakotvil u poloostrova Gaspé. Tam se setkal s velmi přátelskými indiány kmene Mikmak. Mikmakové chtěli hned od počátku s Francouzi obchodovat, takže za několik cetek získali námořníci od indiánů poměrně velké množství kožešin; na poloostrově pak Cartier nechal vztyčit kříž a do zajetí vzal dva Mikmaky od nichž získal cenné informace a z nich dobré tlumočníky.
Po návratu do Francie byl král ještě příznivější než kdy dříve a Cartier se brzy vydal na další výpravu, tentokrát se 3 loděmi. Stejnou cestou jako při předchozí výpravě se dostal 10. srpna (den svátku sv. Vavřince) až k ústí veliké řeky tehdy nazvané řekou svatého Vavřince. Po ní pak dále pokračoval až do vesnice zvané Hochelaga (dnešní Montreal), tam se také dověděl, že dále na řece jsou početné peřeje naprosto vylučující další postup na západ. Cartier byl zklamán, nicméně stále věřil v existenci průplavu. V roce 1541 podniká další výpravu, pochopitelně neúspěšnou.
Další výpravy znemožnily náboženské války ve Francii. Avšak i v této době občas zabloudily rybářské lodě Francouzů k Newfoundlandu, kde mořeplavci velmi levně získali kožešiny. Okolo roku 1600 byl tento obchod tak výnosný, že francouzská vláda uvažovala o založení prvních kolonií, které měli sloužit hlavně k upevnění nároků na toto území. Francouzský král uděloval určitým osobám monopol na koupi kožešin, jestliže se zavázaly usídlit jako kolonisté v zemi. Nicméně obchodníci měli větší zájem o obchod než o kolonizaci.
S největší pravděpodobností by Francouzi nikdy nic trvale nezískali nebýt nadlidského úsilí Samuela De Champlaina. Champlain byl přesvědčený katolík a velký dobrodruh, působící zprvu ve španělských službách. Francouzskému králi Jindřichu IV. předal zprávu a mapy většiny významných španělských kolonii, král mu za to udělil šlechtický titul a osobní rentu. Pro Champlaina však život na dvoře nebyl a v roce 1603 se přidal k výpravě jistého majitele monopolu.
Výprava zamířila k oné vesnici Hochelage, jenže z vesnice již nezbylo téměř nic, její obyvatelé Algonkinové totiž uprchli před loupeživými Irokézy. Přesto však výprava skončila velkým úspěchem, neboť se podařilo získat nemalé množství kožešin za směšnou cenu.
Po návratu do Francie se Champlain přidává k další monopolní výpravě, která musela usídlit 100 kolonistů. Kolonisté se rozhodli usídlit na ostrově Sv. Kříže, krutá zima je ale vyhnala jižněji, kde naopak velmi mírná zima pomohla udržet nadále kolonii. Champlain poté zmapoval celé atlantské pobřeží a v roce 1607 se vrátil do Francie.
Už za rok se do Nové Francie vrátil jako zástupce Sieura de Monts, majitele monopolu. Monts chtěl zřídit obchodní stanici na co možná nejlepším místě. Proto vyslal Champlaina a ten našel vhodné místo na troskách bývalé huronské vesnice Stadaconě, založil zde pevnůstku, skladiště a nazval toto místo Québec. Champlain si uvědomoval nutnost dobře vycházet s indiány, proto netrvalo dlouho a zdejší indiáni (Huroni a Algonkinové) se skutečně naučili pevnůstku bez bázně navštěvovat a výhodně směňovat kožešiny, takže už po několika měsících mohl Champlain poslat část posádky domů s velkým nákladem kožešin. Během této doby přišli do pevnosti Huroni s prosbou o pomoc v boji proti Irokézům. Champlain se k tažení připojil, přítomnost bělochů a střelných zbraní učinila toto vítězství velice lehkým. Tím Champlain udělal zcela osudovou taktickou chybu. Irokézové byli hrdými válečníky a taky poměrně početným kmenem a na toto příkoří nikdy nezapomněli. Plenili francouzské kolonie a sehráli také klíčovou roli při dobývání Québecu Brity.
V roce 1610 Champlain se vydal sám zpět do Francie. Jeho opětovný rychlý návrat do Québecu zachránil dost možná celou Novou Francii, Monts totiž přišel o monopol a houfy chamtivých obchodníků se začaly valit do Nové Francie. Bobří kožešiny získávali s pomocí pálenky, která vyvolávala rozbroje mezi samotnými indiány. Champlain nakonec s nadlidským úsilím udržel v zemi mír, byl však nucen odjet do Francie a vyprosit si oficiální pravomoc nad Quebecem. To se podařilo, ale pozdě, protože většina Huronů již utekla z oblasti. Ještě v roce 1612 čekalo více než 2000 Huronů marně na jeho návrat.
Zklamaný Champlain opět odjel zpět do Francie. Tam se potkal s františkánským mnichem, se kterým se do Québecu vrátil. Uklidnil bezohledné obchodníky a podporou sice neúspěšného, přesto prospěšného útoku vůči Irokézům získal zpět důvěru indiánů. Dále se věnoval rozšiřováním kolonie a posilováním kontroly nad obchodem s kožešinami.
Roku 1627 vypukla válka mezi Anglií a Francií. Skotský pirát David Kirke zablokoval kolonii přístup k moři a donutil ji hladovět a následně kapitulovat. Champlain byl uvězněn v Anglii a zdálo se, že je konec Nové Francie. Nepřátelství však nemělo dlouhého trvání. V roce 1632 byl uzavřen mír a Nová Francie byla vrácena "staré" Francii. Zajímavé je, že až po těchto událostech začal Quebec skutečně nabývat na síle. Pod opětovným Champlainovým vedením se město stalo významným, takřka nepostradatelným centrem Nové Francie.
Naneštěstí Champlain zemřel už v roce 1635 a francouzské kolonie se s jeho smrtí zcela přestaly vyvíjet.
Kolonie Francie již v této době zabíraly území Velkých jezer a povodí řeky sv. Vavřince, problém byl však v tom, že zde nebylo mnoho stálých obyvatel, většina z nich navíc byli misionáři a jeptišky, drtivou většinu obyvatel Nové Francie tvořili obchodníci s kožešinami, kteří se zde zdržovali pouze po několik let. Není divu, že takto osídlené kolonie žily z potravin dovezených z Francie nebo zakoupených od indiánů. Stačilo aby jednu loď se zásobami rozbila bouře a druhá se o pár týdnů zpozdila a v Nové Francii vypukly hladomory. Nová Francie měla také v roce 1658 cca 3000 stálých obyvatel rozmístěných na území třikrát větším než sama Francie, zatímco do Nové Anglie (rychle se rozvíjející soupeř Francie) přišlo 3000 osadníků jen za jediný rok.
Život v Nové Francii byl ještě těžší, než se nyní může zdát. Bez ustání museli kolonisté čelit útokům Irokézů, mrazivému počasí, nemocem a následkům zemětřesení. Roku 1663 začal i životadárný obchod s kožešinami upadat a i to málo obyvatel, co zde dokázalo přežít, se začalo hrnout zpět do Francie.
Na poslední chvíli zasáhl francouzský král Ludvík XIV., jenž zreformoval zdejší úřady, prohlásil Novou Francii za královskou provincii a vyslal do ní konvoj s novými kolonisty a velkým množstvím zásob společně s plukem skvěle vycvičených vojáků, v jejichž čele stál takzvaný Intendant, který se stal hlavou Nové Francie a svou moc mohl konečně opřít o vojenskou sílu. Prvním Intendantem se stal muž jménem Jean Talon, jenž se ukázal jako schopný velitel, v roce 1667 zarazil útoky Irokézů a nařídil vybudovat systém pevností zabraňující dalším přímým útokům. Značně zlepšil hospodářskou situaci Nové Francie, která se alespoň částečně zbavila závislosti na dodávkách z Francie. Aby zlepšil počty zdejších obyvatel, vyhlásil, že manželský pár, který bude mít alespoň 12 dětí, obdrží do trvalého vlastnictví 40 hektarů půdy. Systém skutečně zafungoval a Nová Francie začala konečně přicházet k životu. Krom toho Talon dále rozvíjel obchod s kožešinami, na kterémž v podstatě spočíval význam zdejších kolonií.
Na kožešinách pohádkově zbohatli také dva Francouzi, Pierre Radisson a Medár Chouart. Tito muži při své obchodní činnosti prozkoumali obrovské vnitrozemské území a přispěli k založení úspěšné Společnosti Hudsonova zálivu. Jakmile se o tom Talon dozvěděl, okamžitě prozkoumaná území zabral ve prospěch Francie. Tímto činem byla k Nové Francii přičleněna celá dnešní Kanada, i když k jejímu osídlení Francouzi nikdy nedošlo.
V této době se také roznesla pověst o velké řece tekoucí z Velkých jezer na jih. To byla pro Talona skvělá zpráva. Jestliže totiž řeka ústí do Tichého oceánu, je tou dlouho hledanou cestou do Číny. Pokud však ústí do Mexického zálivu, poskytne Francii další možnost jak dopravit kožešiny k moři a navíc tím Francie získá další území ve středu Severní Ameriky. Pověřil tedy Louise Jolieta prozkoumáním a zmapováním této řeky, nazvané v indiánském nářečí Mississippi (misi = velká, sipi = řeka). Výprava vyrazila roku 1673, kdy posádka poměrně bez problémů dorazila až přítoku Arkansasu, kde narazila na nepřátelské Kvapany. Od nich se dozvěděli, že dále na jihu jsou španělské misionářské osady. Z obavy před španělským zajetím a nepřátelskými kmeny se rozhodl Joliet k návratu do Québecu.
Jolietova výprava však příliš úspěšná nebyla, pořízené mapy a záznamy se totiž utopily v peřejích jen několik kilometrů před Québecem. I když se jich část podařilo nakreslit Jolietovi zpaměti, na zabrání území to nestačilo.
Naštěstí pro Francii se brzy objevil nový dobrodruh, a tím byl jím Robert Cavelier, syn ze zámožné francouzské rodiny. Cavelier byl původně vychovávaný jako kněz, kněžství se však vzdal a bez jakéhokoliv majetku odjel v roce 1666 do Nové Francie. Tam se mu podařilo prorazit a otevřít si prosperující obchod s kožešinami. Svůj obchod ovšem v roce 1669 prodal a začal na vlastní pěst zkoumat oblast pod Velkými jezery, přitom se dostal až k řece Ohio. Po návratu do Montrealu byl guvernérem Frontenacem bohatě odměněn pozemky poblíž dnešního Kingstonu v Ontariu, výhodná poloha těchto pozemků mu umožnila snadno a rychle zbohatnout. To však ctižádostivému Cavelierovi nestačilo, snil o pořádné velké lodi, která by rychle a v dostatečném množství převážela bobří kožešiny z okolí Velkých jezer do Montrealu. Dal dohromady skupinu řemeslníků a vydal se k Niagaře kde v roce 1679 založil pevnůstku a budoucí obchodní stanici Fort Niagara. I přesto, že stavbu lodi se zájmem sledovali nepřátelští Irokezové, kteří si párkrát troufli i na menší potyčky, se loď podařilo rychle dokončit a spustit na vodu. Loď dostala jméno Grifflin. Grifflin svému majiteli opravdu vynášel a Cavelier už snil o celé flotile těchto lodí brázdící pravidelně vody Velkých jezer.
Robert Cavelier de La Salle se brzy chytil dalšího nápadu, chtěl s novou výpravou plout dále až k ústí Mississippi a uskutečnit Talonův sen o francouzské nadvládě až k Mexickému zálivu. Dal dohromady skupinu, s níž se vydal k řece Illinois. Založil zde v roce 1680 osadu, kde se pustil do výroby člunu, který by je dovezl až k moři. Mezitím měl Grifflin prodat kožešiny a vrátit se do Michiganského jezera se zásobami pro výpravu, loď se potopila s celým cenným nákladem a La Salle byl opět zcela na mizině. Nicméně díky své výmluvnosti sehnal dost peněz na potřebné zásoby a vybavení pro výpravu, při návratu se ale dozvěděl, že v osadě vypukla vzpoura, vzbouřenci vyhnali La Sallova zástupce Tontiho, zničili osadu a utekli. Cavelier strávil poté dlouhou dobu hledáním nezvěstného Tontiho.
Když se konečně setkali, začali opět spřádat plány na novou výpravu, tentokrát se rozhodli s sebou vzít 18 indiánských válečníků i s jejich rodinami, než nespolehlivé dobrodruhy. Netrpělivě vyrazili ještě před oblevou na saních přes zamrzlou Illinois a pak na kanoí, dne 8. dubna 1682 se konečně před dobrodruhy otevřel širý oceán. La Salle zde vztyčil kříž a jménem Ludvíka XIV. zabral tuto zemi pro Francii. Při zpáteční cestě ještě vystavěl na řece Illinois pevnůstku Fort St. Louis.
Poté se ihned vydal do Francie, kde u samotného krále požádal o podporu, zpráva o zabrání území v samém srdci Severní Ameriky vzbudila u dvora velký zájem. Brzy se vydal na cestu s velkým konvojem mající za cíl založit na ústí Mississippi francouzskou kolonii, kvůli mnoha bažinatým ramenům se výpravě nikdy nepodařilo ústí najít, načež důstojníci se kterými měl La Salle mnohé spory se nakonec rozhodli vrátit do Francie. Zoufalý Cavelieri zůstal s několika muži na břehu a dále marně hledal ústí řeky, nakonec byl vlastními lidmi zastřelen.
Tím ale francouzské snahy o získání Mississippi neskončily, další dobrodruzi zakládali další a další francouzské kolonie, nakonec byl roku 1718 založen New Orleans, podle La Sallova snu na ústí Mississippi. Území tím získané bylo však pro Novou Francii spíše oficiální než skutečnou državou a na rozdíl od Quebecu po něm zde ani nezbyly žádné stopy.
První vážné pokusy Anglie o kolonizaci, podnikl v 80. letech 16. století sir Walter Raleigh v oblasti, kterou pojmenoval Virginia. Tato kolonie sice roku 1607 ztroskotala, Raleigh však později založil úspěšnější kolonii jménem Jamestown.
Z náboženských důvodů odplula roku 1620 z anglického Plymouthu do Severní Ameriky skupina náboženských nonkonformistů, takzvaných Otců poutníků. Přistáli v blízkosti mysu Cod v Massachusetts a založili malou osadu (Plymouthské plantáže). První roky po založení osady byly bídné, avšak s pomocí domorodých obyvatel kolonisté přežili.
V roce 1624 nizozemská Západoindická společnost založila kolonii Nové Nizozemí a v roce 1625 postavila obchodní centrum na ostrově Manhattan a pojmenovala jej Nový Amsterdam.
Vztah původního domorodého obyvatelstva s osadníky z Evropy dokonale vystihl režisér a scenárista seriálu 1883 Taylor Sheridan. V dokumentu o natáčení pak mimo jiné zazněla statistika, že nejčastější příčinou smrti osadníků byl pád z vozu a následné přejetí. Druhou byl náhodný výstřel ze zbraně. Třetí bylo utonutí při přechodu řeky. Až sedmou napadení indiány. V drtivé většině případů se domorodci snažili osadníkům pomáhat, což dokazuje rovněž legendární a dodnes připomínaná záchrana posádky lodě Mayflower. Tyto důkazy vyvrací záměrně tradovanou dezinformaci o zlých indiánech, která měla ospravedlnit jejich masové vyvražďování a zábor jejich půdy.

### Boj Evropanů o Severní Ameriku
Angličané, Francouzi a Španělé pro sebe požadovali velká území Severní Ameriky, i když tam žilo mnoho původních obyvatel. Někteří se pokoušeli obrátit domorodce na křesťanství. Kolonisté bojovali s domorodými Američany a s konkurenčními kolonisty o vlastnictví půdy; postupně je vytlačovali v USA na západ a na jih, v Kanadě naopak na severozápad.

## Španělská Severní Amerika

### Předkolumbovské období
Oblasti jihu Severní Ameriky (více méně oblasti dnešního Mexika a jihu USA) byly osídleny člověkem podle archeologických nálezů před 30 000 lety. V této době se jednalo o osídlení člověkem, jehož kultura odpovídala kultuře lovců a sběračů. Později, kolem let 5000 př. n. l. – 4000 př. n. l. se objevuje protoneolit a následně neolitická revoluce s hlubokými důsledky pro organizaci společnosti a kultury těchto lidských skupin. Kolem roku 2500 př. n. l. se objevuje nejstarší mexická keramika.
Za první mesoamerickou civilizaci vůbec je považována olmécká kultura. Olmékové obývali především území kolem dnešního města Veracruz a v oblasti Tabasco. Ve 2. tisíciletí př. n. l. budovali rozsáhlé sakrální i profánní stavby a vynikali ve výstavbě monumentálních soch. Kulturní vliv Olméků pokračoval dlouho po rozkvětu jejich civilizace a ovlivnil například další severoamerickou civilizaci Mixtéků, kteří si kolem roku 300 př. n. l. postavili význačné kulturní a kultovní centrum a město Monte Albán s komplexem pyramid, chrámových staveb a obydlí pro kněze, kteří sehrávali v životě mixtécké společnosti významnou roli. Mixtékové vedle toho vynikali výrobou keramiky a především uměleckým spravováním stříbra, byli dobří zemědělci a řemeslníci.
Kolem roku 200 př. n. l. bylo založeno město Teotihuacán,které plnilo funkce náboženského a kulturního centra pozdní olmécké kultury a patřilo k nejvýznamnějším městským osídlením v Amerikách. V 8. století se odhaduje, že Teotihuacán měl rozlohu asi 25 km² a mezi 2. – 10. stoletím je počet jeho obyvatel odhadován na 100 až 250 tisíc obyvatel. Srdcem města byl komplex několika pyramid, z nichž byly nejdůležitější pyramidy Slunce a Měsíce a Quentalcoatlova pyramida.
V jižních oblastech poloostrova Yucatánu a dále také v oblastech Guatemaly, Salvadoru, Belize a Hondurasu se kolem 2. tisíciletí př. n. l. objevila další civilizace Mayů, která existovala celkem ve třech historických fázích až do roku 1519. Civilizace Mayů je všeobecně považována za nejvyspělejší civilizaci předkolumbovské Ameriky s vyspělou úrovní matematiky, kalendářem a logosylabickým písmem. V
9. století procházela mayská civilizace úpadkem. Příchod Toltéků vedl ale k následné renesanci a militarizaci mayské společnosti během 11. století.
Konečně se v oblasti dnešního Mexika objevují na počátku 14. století Aztékové, kteří mezi rokem 1324–1325 založili město Tenochtitlán na ostrovech jezera Texcoco. První pokusy o expanzi ve 14. století nebyly pro Aztéky příliš úspěšné, proto se spojili se dvěma dalšími městy a rozšiřovali svoji moc do sousedních oblastí. Během počátku 15. století získal Tenochtitlán v rámci trojspolku nadvládu, což znamenalo, že se stal hlavním příjemcem tributu v podobě potravin, zlata, stříbra, vzácného peří ptáka quetzala a konečně lidských obětí, nikoliv že by vytvářel teritoriálně kontrolovaný a centralizovaný státní útvar. Podle odhadů Aztékové kontrolovali a dostávali tribut od asi 350 různých městských států a kmenů. Aztécká společnost byla charakterizována důrazem na roli náboženství (a kněží) a silnou orientací na válku a expanzi. Tyto dva jevy byly společně spojené, jelikož významným aztéckým bohem byl Huitzilopochtli, jež vyžadoval lidské oběti. Podle zpráv bylo například při vysvěcení jeho chrámu v roce 1486 obětováno na 20 000 zajatců. Také potřeba lidských obětí byla jedním z motorů aztécké expanze do sousedních oblastí.

### Období španělské conquisty

Mapa místokrálovství Nové Španělsko. V Severní Americe zasahovalo španělské panství hluboko do oblastí na jihu dnešního USA jako jsou Kalifornie, Nové Mexiko, Texas nebo Florida

Po objevení Ameriky 12. října 1492 se Evropané, respektive Španělé, zaměřovali na objevování a kontrolu ostrovů v oblasti Karibského moře. Z osad na Hispaniole a na Kubě se západním směrem vypravovaly i po roce 1493 četné expedice, které začaly postupně mapovat pobřežní oblasti dnešní Floridy, Mexika a Střední Ameriky. V roce 1516 vyslal tehdejší guvernér na Kubě Diego Velázquez do oblasti dnešního poloostrova Yucatánu a dále na sever. Snahy o vylodění a podniknutí expediční cesty do vnitrozemí ale narážely na odpor místních indiánů. Ani další výprava vyslaná do oblasti Velázquezem nebyla úspěšná, nicméně zprávy o zlatém bohatství místního obyvatelstva podpořily vznik další iniciativy. Tentokrát Velázquez pověřil vedením svého osobního tajemníka Hernána Cortése, který v únoru roku 1519 s výpravou asi 500 mužů zamířil na kontinent. Když v dubnu 1519 posádka zakotvila na vhodném místě, založil zde Cortés první evropské město na americkém kontinentě Veracruz. Odsud se potom Cortés se svými vojáky vydal směrem k centru Aztécké říše Tenochtitlánu.
Aztécký panovník Montezuma II. od počátku váhal, jak se má k novým vetřelcům postavit. Aztékové měli nad Španěly početní převahu, nicméně technologická převaha byla na straně Španělů, kteří měli vedle koní také střelné zbraně. Aztékům nebylo z počátku jasné jestli se jedná o příchod bohů nebo jejich poslů. Když Cortés 8. listopadu 1519 do Tenochtitlánu dorazil, uvítal ho Montezuma přátelsky a ubytoval ho ve svém paláci. Cortés brzy využil situace a Montezumu zajal a snažil se tím získat výhody vyplývající z držení vzácného rukojmí. V této době byla už nejenom otřesená pozice Cortése ve vztahu k místnímu obyvatelstvu, které se nechtělo podvolit jeho požadavkům na uznání suverenity španělského krále, ale i ve vztahu ke guvernérovi Velázquezovi, který proti Cortésovi poslal trestnou výpravu. V této situaci vypuklo v Tenochtitláně povstání a Cortés musel město za velkých ztrát (Noche Triste) opustit.

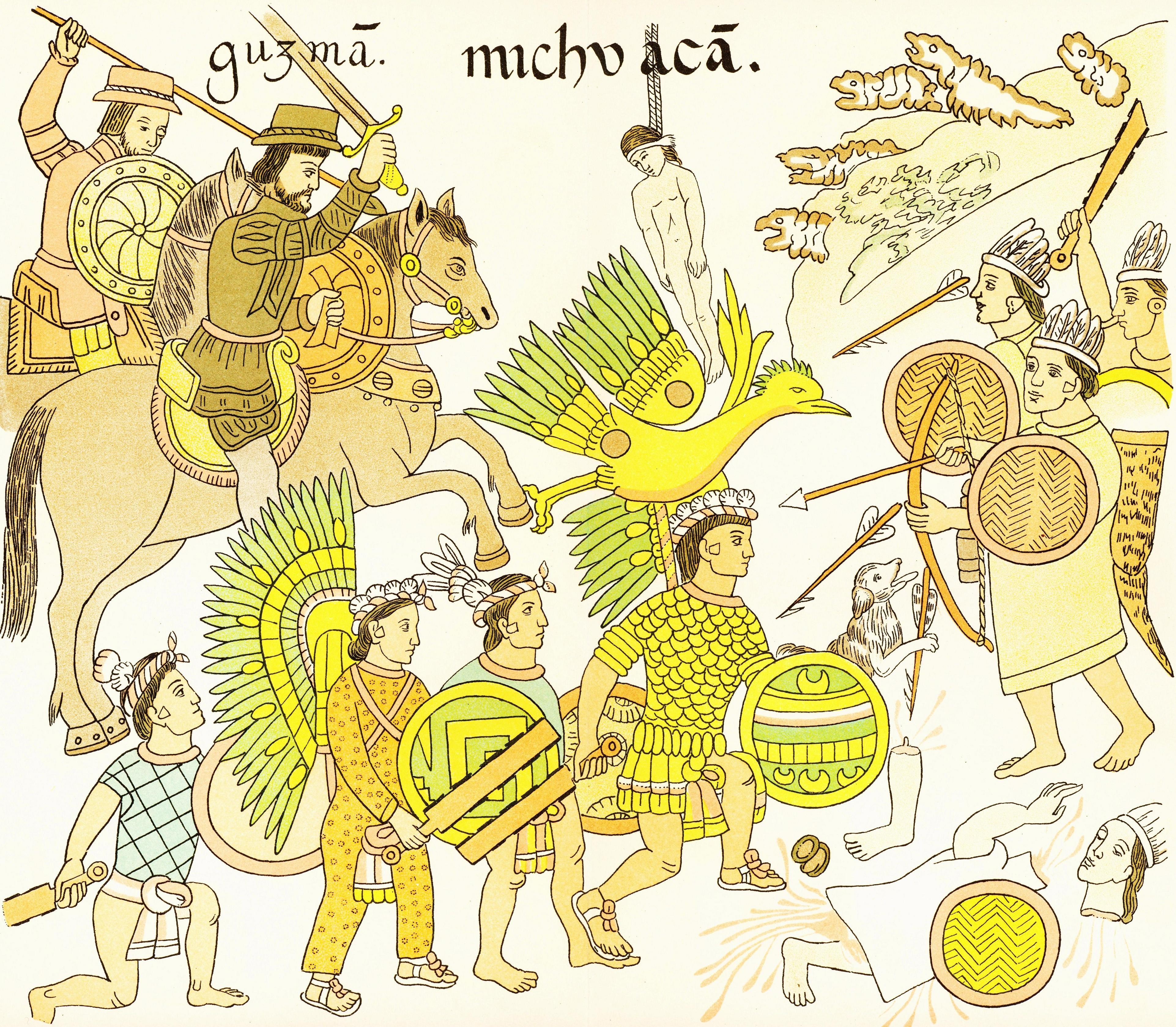
Dobývání Mexika Španěly a jejich indiánskými spojenci

Když se Cortésovi podařilo upevnit si pozici a získat nové posily včetně několika děl, vydal se na nové tažení proti Tenochtitlánu, který oblehl v roce 1521 a 13. srpna 1521 ho dobyl. Oba poslední aztéčtí panovníci a nástupci Montezumy, který zemřel už v roce 1519, zahynuli. Na troskách města Cortés založil nové město a nazval ho Mexikem (Mexico). Následně se španělští conquistadoři zaměřili na kontrolu území sousedících s centrem Aztécké říše na severu i na jihu a dále na objevování pobřeží Tichého oceánu a rozsáhlých oblastí ve střední Americe.
Do 40. let 16. století představoval nejvýraznější osobnost španělské conquisty Hernán Cortés, nicméně jeho zájmy se dostávaly do konfliktu se zájmy Koruny, které od roku 1535 představoval místokrál Nového Španělska Antonio de Mendoza. Mendoza byl z titulu své funkce Cortésovým nadřízeným a snažil se o vybudování koloniální správy, která by chránila na prvním místě zájmy Koruny (jako jsou daně, těžba drahých kovů, ochrana indiánské pracovní síly). Tyto zájmy byly často v rozporu se spíše soukromými zájmy prvních conquistadorů. Samotný Cortés se v roce 1540 rozhodl opustit Nové Španělsko a vrátil se do vlasti, kde v roce 1547 zemřel. Díky tomu, že Koruna projevovala o efektivnější kontrolu nově dobytých oblastí stále větší zájem, byla první generace conquistadorů postupně nahrazována novým systémem koloniální správy v podobě místokrálovství, generálních kapitanátů a audiencií. Polofeudální systém encomiendy byl nahrazen repartiementem a konečně haciendou, orientovanou na produkci koloniálního zboží. Neméně významnou byla, vedle činnosti Koruny, činnost katolické církve v oblasti evangelizace indiánského obyvatelstva a v oblasti vzdělávání a importu evropské kultury vůbec.

### Koloniální období ve španělské Severní Americe

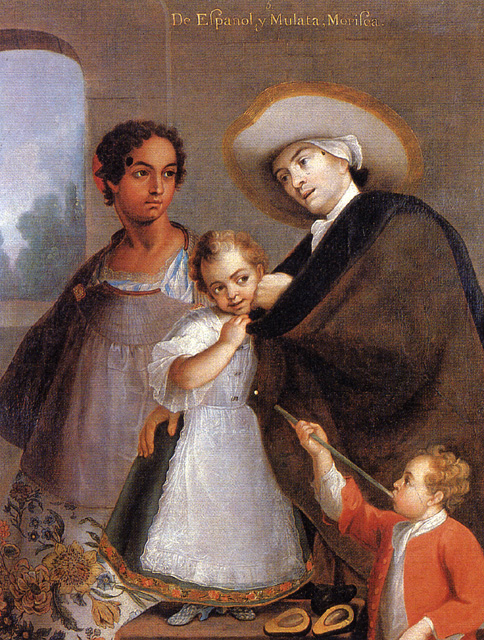
Španěl usedlý v Mexiku, jeho domorodá manželka a jejich děti, 1763

Systém koloniální správy i formy společenských, hospodářských i kulturních institucí se v případě severoamerického panství Španělska nelišil od systému ve Střední a Jižní Americe. Severoamerické oblasti byly organizovány do jednoho místokrálovství s názvem Nové Španělsko (1535), pod jehož pravomoci ale spadal také generální kapitanát na Filipínách. Španělské panství v Severní Americe nebylo v žádném případě teritoriálně ustáleným jevem nebo jednotkou. Koloniální expanze pokračovala během celého 16. i v 17. století, a to především směrem na sever do oblastí dnešních Spojených států a dále na jih do střední Ameriky. Jako součást španělské kolonizace v Severní Americe je možné se setkat se třemi hlavními činiteli koloniální expanze, kterými byly presidios (v podstatě vojenská města), pueblos (civilní města) a misie.
Centrem severoamerické části španělských kolonií byla oblast dnešního hlavního města Mexika (Ciudad de Mexico), kde sídlily nejvýznamnější koloniální instituce jako byl místokrálovský dvůr, Královská a pontifikální univerzita a metropolitní biskupství (1530) a později arcibiskupství (1546). Podobně jako v jiných oblastech pod kontrolou Španělska podléhala koloniální správa centrálním úřadům se sídlem ve Španělsku (Kontratační úřad a Rada pro Indie). Koloniální společnost charakterizovalo rasově založené a segregační rozdělení společnosti na republiku Španělů a republiku indiánů. Obě tyto skupiny byly dále vnitřně diferencovány a platily v nich rozdílné zákony. Ve všech aspektech ale platilo, že republika indiánů byla podřízená republice Španělů.
Počáteční fáze conquisty brzy přešla pod větší kontrolu Koruny, která se pokusila stanovit pevná pravidla pro uspořádání kolonií v Americe tzv. Novými zákony (Leyes Nuevos, 1542), nicméně tyto snahy narážely na odpor conquistadorů a později místních kreolských elit. Vzhledem ke vzdálenosti od metropole a úrovni tehdejší komunikace byla vymahatelnost zákonů a pravidel spíše problematická. Během 17. století se koloniální správa konsolidovala a přešla do období stagnace, která byla spojena s postupným hospodářským a politickým úpadkem metropole. Nejvýrazněji se koloniální správy dotkly tzv. bourbonské reformy 18. století, které se snažily reflektovat osvícenské změny ve vládní praxi a snažily se také o oživení hospodářství. V rámci těchto reforem vznikly nové správní jednotky nazvané intendencie (1786) v čele s intendantem, jehož hlavními úkoly byly nově specifikovány – patřilo k nim například zhotovení nových topografických map, příprava ekonomických studií pro danou oblast, šíření vědeckých a technologických informací v oblasti atp. Ke změnám došlo také na úrovni centra, které zrušilo Radu pro Indie a nahradilo ji Sekretariátem úřadu Indií (Secretaría del Despacho de Indias).
Severoamerické součásti španělského panství byly samozřejmě záhy integrovány do koloniálního hospodářství, ve kterém dominoval alespoň v jeho první fázi především zájem na těžbě drahých kovů. Naleziště v Zacatecas (1548) poskytovalo Španělům obrovské množství stříbra, ale na jeho ochranu bylo nutné vynakládat nemalé úsilí, jelikož v oblasti žili nepřátelští Chichimékové, kteří přepadali španělské konvoje se stříbrem a ohrožovali španělské doly. V letech 1650–1750 však došlo ke stagnaci v oblasti těžby stříbra v Novém Španělsku, které nebylo schopné z různých důvodů konkurovat produkci s Peru. Vedle stříbra se koloniální hospodářství orientovalo na zemědělskou výrobu, z níž byla část určena pro zámořský trh (jako produkce barviv, později cukrová třtina a tabák) a část na místní trh (dobytek, obilí atp.). Těžba a profity z ní, stejně jako obchodní činnost byly téměř výhradně v rukou bělochů (Španělů nebo kreolů).

### Vlivy dalších koloniálních velmocí ve španělské Severní Americe
Vzhledem k počínající výhodě a geografickým podmínkám byl vlastní jih Severní Ameriky (odpovídající zhruba dnešnímu Mexiku) relativně pevně v rukou Španělů. Tato skutečnost ale nebránila tomu, aby nedocházelo k různým formám soupeření o oblasti Severní Ameriky pod španělskou kontrolou. Jednalo se přitom na prvním místě o soupeření hospodářského charakteru. Prvotní výhody vyplývající z pionýrského postavení Španělska jako jedné z prvních novodobých koloniálních velmocí, vystřídaly během 17. století stagnace a postupný úpadek hospodářského a mocenského vlivu země. V hospodářské oblasti začala během 17. století jednoznačně dominovat Anglie a dále také Nizozemí. To vedlo například k tomu, že anglické zájmy začaly postupně určovat poptávku i odbyt zboží ze španělských kolonií.
Španělé postupovali od 16. století stále na sever a objevovali i kolonizovali rozsáhlé oblasti v dnešních Spojených státech amerických. Anglosaský vliv se v podstatě omezoval až do 19. století na území 13 původních kolonií na východním pobřeží USA. V oblasti jihu dnešních Spojených států (konkrétně státy Kalifornie, Arizona, Nevada, Colorado, Nové Mexiko, Texas, Florida) vznikla na konci 16. a hlavně v 17. století a 18. století nárazníková zóna, do které vedle Španělů pronikaly také francouzské vlivy (z dnešní Louisiany) – jako například v Texasu – i anglosaské vlivy ze severu. Území ale zůstávalo do 19. století pod kontrolou Španělska. V roce 1819 byla rozsáhlá území severu Nového Španělska podstoupena Spojeným státům. V určitém smyslu pak byla tato území opět kolonizována tentokrát ze strany USA.

### Nezávislost španělské Severní Ameriky
Osvícenské myšlení v oblasti politického života ale i v hospodářství, vznik a konsolidace kreolských elit a konečně také inspirace americkou revoluci z roku 1776 a francouzskou revolucí z roku 1789, všechny tyto události a jevy stály za hnutím za nezávislost v oblastech španělských kolonií v Severní a Střední Ameriky.

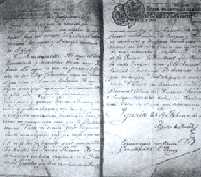
Plán z Igualy z roku 1821 se stal základem pro nezávislost Mexika

Myšlenky na nezávislost se formovaly prakticky během celého 18. století. I přes reformní snahy nové bourbonské dynastie ve Španělsku se během 18. století nepodařilo znovu upevnit a oživit vztahy mezi metropolí a koloniemi. Svojí roli hrála také skutečnost, že Británie a její loďstvo plně kontrolovaly vody i obchod mezi koloniemi a Španělskem. Hospodářské zájmy kreolů byly stále více orientovány na Británii. Vrcholem už tak problematických vztahů mezi španělskou metropolí a koloniemi byly napoleonské války ve Španělsku a skutečnost, že po jednu dobu mělo Španělsko dva panovníky, kteří si oba nárokovali titul španělských králů a z něho plynoucí kontroly kolonií. V situaci, kdy místní kreolské elity viděly koloniální systém, ve kterém měli podřízené postavení stále kritičtěji, nepřispěla ke zlepšení vztahu k centru.
V roce 1810 tak vznikla v Querétaru spiklenecká junta, jejímž cílem bylo připravit povstání proti Španělům. Ke juntě se mimo kreolských politiků a úředníků přidal také kněz Miguel Hidalgo y Costilla, jehož četba osvícenských autorů a znalost poměrů mezi vesnickým obyvatelstvem přivedly na stranu kritiků koloniální závislosti. 16. září 1810 vydal Hidalgo provolání nazvané Výzva z Dolores (Grito de Dolores), ve kterém žádal navrácení země indiánským obcím, boj proti Španělům a jejich daním, ochranu náboženství a zrušení otroctví. Právě první zmíněný bod o navrácené země indiánským obcím dal hnutí za nezávislost masovou podporu. Vzápětí došlo k otevřenému konfliktu se španělskými jednotkami, který vyvrcholil porážkou Hidalga a jeho popravou v roce 1811. Konflikt ale Hidalgovou smrtí zdaleka neskončil a obrátil se v partyzánskou válku, která trvala s různou intenzitou až do roku 1821, kdy se zdálo, že návratem bourbonského krále Ferdinanda VII. dojde také ke stabilizaci kolonií. Kompromisem v tzv. Plánu z Igualy, kde se velitel španělských koloniálních jednotek generál Agustín de Iturbide dohodl s vůdcem partyzánů Vicentem Guerrerou, se Nové Španělsko mělo stát konstituční monarchii s katolickým panovníkem. Plán počítal s vytvořením prozatímní vlády a stanovením regenta, stejně jako se sjednocením kreolů a Španělů. Tento Plán si pro svou přitažlivost získával stále větší podporu. S Plánem ale nesouhlasil Madrid, což vedlo k dalšímu konfliktu, který v podstatě vyřešil nový místokrál Juan O Donujú uznáním nezávislosti Mexika tzv. Smlouvou z Cordóby v srpnu roku 1821.